# Jean-Georges Rehm
Le bienheureux Jean-Georges Rehm (en religion Père Thomas) est un prêtre catholique français né le 21 avril 1752 à Katzenthal et mort le 11 août 1794 sur les pontons de Rochefort.

## Biographie
Prenant l'habit dominicain à Paris, alors âgé de vingt ans, sous le nom de frère Thomas, Jean-Georges Rehm fait profession au prieuré de Sélestat. 
Son prieuré détruit par la Révolution, Père Thomas s'exile dans le département de la Meurthe. En 1793, poursuivant de prêcher la foi catholique, il est emprisonné à Nancy, avant d'être conduit sur les pontons de Rochefort. 
Condamné à la déportation, il meurt d'épuisement sur le navire les Deux-Associés.
Il est béatifié par Jean-Paul II le 1er octobre 1995.

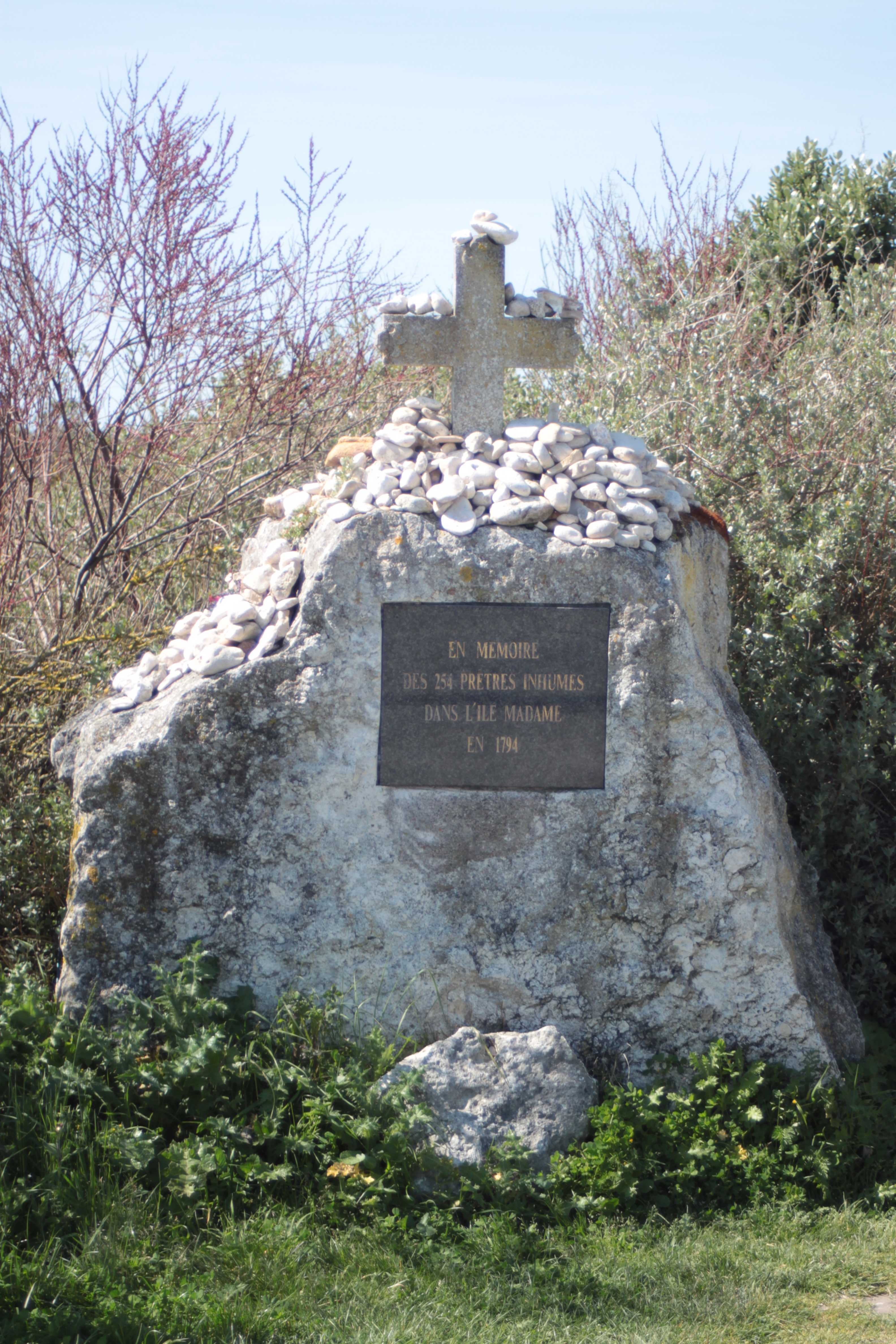
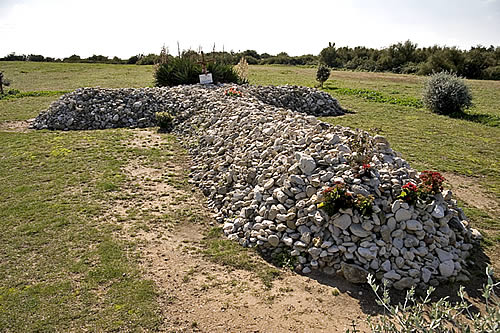

## Sources
(octobre 2023).
- abbé Yves Blomme, Les Prêtres déportés sur les Pontons de Rochefort, Bordessoules, 1994